# Mijke de Jong
Pour les articles homonymes, voir de Jong.
Mijke de Jong, née le 23 septembre 1959 à Rotterdam (Pays-Bas), est une réalisatrice, scénariste et productrice néerlandaise.

## Filmographie partielle

### Comme réalisatrice
- 1990 : In krakende welstand
- 1993 : Hartverscheurend
- 1994 : De baby huilt
- 1994 : Stills
- 1996 : Lieve Aisja
- 1997 : Broos
- 1997 : Het Labyrint
- 1999 : Lopen
- 2001 : Uitgesloten
- 2004 : Bluebird (nl)
- 2005 : Allerzielen
- 2007 : Tussenstand
- 2008 : Het zusje van Katia
- 2009 : Ik ben Willem
- 2010 : Joy
- 2011 : Geloven - Believing
- 2013 : Symbiose
- 2013 : Van God los
- 2014 : Brozer
- 2016 : Layla M.
- 2016 : Stop Acting Now
- 2018 : God Only Knows

### Comme scénariste
- 1990 : In krakende welstand
- 1993 : Hartverscheurend
- 1996 : Lieve Aisja
- 1997 : Broos
- 2007 : Tussenstand
- 2011 : Geloven - Believing
- 2013 : Symbiose
- 2014 : Brozer
- 2016 : Layla M.
- 2018 : God Only Knows

## Récompenses et distinctions
- (en) Mijke de Jong: Awards, sur l'Internet Movie Database